# Holidays Symphony
La Holidays Symphony di Charles Ives è una composizione per orchestra scritta nel 1913.

## Genesi
La Holidays Symphony è tra i lavori più noti di Ives e in cui maggiormente si avverte la sua ferrea disciplina morale; egli è stato infatti uno degli assai pochi compositori nella storia della musica che scelsero consapevolmente di rinunciare a qualsiasi rapporto con il pubblico all’unico fine di poter comporre liberamente secondo le proprie idee in assenza di qualsiasi condizionamento esterno. Agli amici che gli chiedevano perché non scrivesse musica più accessibile alla gran massa degli ascoltatori, soleva rispondere: «Non posso farlo; sento qualcos’altro». Così, decise di lavorare nel campo delle assicurazioni sulla vita allo scopo di guadagnarsi da vivere e di poter scrivere musica senza preoccupazioni di ordine economico. Dopo il 1920 la sua attività creativa andò riducendosi ed egli passava il tempo libero rivedendo le sue partiture, gran parte delle quali manoscritte. Nel 1929 rifiutò i proventi proporzionali al fatturato della propria compagnia assicuratrice (che era stato in quell’anno pari a 49 milioni di dollari) incassando solo una piccola quota per soddisfare le esigenze familiari, mentre il resto decise di devolverlo a organizzazioni di diffusione della musica nuova.  Nel 1930, in conseguenza delle fatiche di lavoro contrasse una seria malattia cardiaca che lo costrinse a ritirarsi a vita privata, dopo di che visse assieme alla moglie nella loro casa di campagna nel Connecticut. 
La composizione della Holidays Symphony tenne impegnato piuttosto a lungo il suo autore. Egli iniziò a lavorare su quello che sarebbe stato il quarto ed ultimo dei movimenti che la compongono, Thanksgiving, portandolo a compimento nel 1904; cinque anni dopo fu la volta del Washington’s Birthday, poi nel 1912 fu completato Decoration Day e l’anno appresso Ives completò la partitura con The Fourth of July.
In realtà, malgrado il titolo con cui è nota l’opera, non si tratta di una sinfonia vera e propria ma piuttosto di una suite articolata in quattro movimenti, concepiti ciascuno come poema sinfonico, ed eseguibili anche separatamente; quando Ives raccolse le partiture in un’unica cartella scelse come titolo Four New England Holidays (Quattro feste della Nuova Inghilterra). Come altre importanti composizioni di Ives, anche la Holidays Symphony sarebbe caduta in deprecabile oblio per parecchi anni, venendo eseguita integralmente per la prima volta solo il 9 aprile 1954, vale a dire un mese prima della morte del compositore. 

## Struttura
Come già detto precedentemente, la Holidays Symphony si articola in quattro movimenti secondo la tradizionale ripartizione della sinfonia classica, ma il collegamento con tale forma di composizione si ferma qui, mancando un legame di interdipendenza tra i movimenti medesimi concepiti ciascuno come un brano a sé stante, con il solo tratto in comune di aver riferimento ad una festività nazionale americana. Comunque la si voglia considerare, si tratta di un’opera che rivela appieno l’originalità e la genialità di Ives, piena di fascino e di grande piacevolezza all’ascolto, concepita secondo un procedimento compositivo abituale per il musicista di Danbury, in quanto trovano inserimento nella struttura musicale numerosi inni e canzoni patriottiche. Ulteriore motivo di interesse è dato dal fatto che la Holidays Symphony ci dà un ritratto sonoro di un’America di tempi passati, oggi non più esistente in quanto l’ambiente rurale nel quale Ives crebbe rappresenta un mondo ormai scomparso, anche per la maggior parte dei cittadini statunitensi. Analogamente ai primi quattro Concerti dell’Op. 8 di Vivaldi (compresi nel ciclo de“Il Cimento dell’armonia e dell’invenzione”), costituenti un altro ottimo esempio di come si possano riassorbire fatti extra-musicali nella forma, nella melodia, nel ritmo e nell’armonia della composizione, la Holidays Symphony può essere anche vista nell’ottica di un ciclo descrittivo delle quattro stagioni, con l’inverno al primo posto, seguito da primavera, estate e autunno in progressione.
- I. George Washington’s Birthday

Il primo dei quattro movimenti si riferisce all’anniversario della nascita di George Washington, padre fondatore e primo Presidente degli Stati Uniti d’America, che viene commemorato il 22 febbraio; si tratta di un brano intensamente evocativo, in stile prettamente impressionistico, per il quale Ives si avvale di un organico strumentale alquanto ridotto, formato da archi, flauti, ottavino, corni e campane tubolari, con la singolare aggiunta di uno scacciapensieri, forse in ricordo della fanciullezza dell’autore che, con rara maestria, realizza abilissimi contrappunti sonori. Si odono infatti lontani rintocchi di campane, come nel Largo conclusivo della Terza Sinfonia, oltre alle note di una danza campestre molto ritmata. Tali elementi si sovrappongono nel corso del movimento fin quasi alla fine, secondo una struttura ellittica tipica dell’arte di Ives, che si rivela un musicista di straordinario interesse innovatore.
- II. Decoration Day

Il secondo movimento ha come festività di riferimento la fine della Guerra Civile americana che si celebra negli Stati Uniti il 9 aprile, giorno in cui nel 1865 il generale Robert Edward Lee, comandante in capo dell’esercito confederato, firmò l’armistizio ad Appomatox Court House alla presenza del generale Ulysses Simpson Grant dell’esercito dell’Unione (futuro Presidente USA). Il movimento ha una struttura lineare, con la calma introduzione che descrive un tranquillo paesaggio dove si assiste ad una crescente partecipazione ed animazione; un sempre più intenso scampanio conduce al momento più spettacolare del Decoration Day, l’incontro di due differenti bande musicali in un tripudio di colore, di suoni e di sovrapposizioni ritmiche. Si tratta, osserva Leonard Bernstein, di una delle tecniche suggerite a Ives dal ricordo nostalgico della gioventù e dell’insegnamento musicale appreso da suo padre George. Dopo il momento di sfrenata allegria e gioiosa partecipazione, il movimento si conclude in un’atmosfera di religioso raccoglimento, sulle note rallentate dell’Adeste fideles.
- III. The Fourth of July

Nel terzo movimento, il riferimento è al 4 luglio, giorno di celebrazione dell’indipendenza degli Stati Uniti d’America. L’ambiente descritto da Ives è quello di una calda giornata estiva, tra marce, inni, scampanii e fuochi d’artificio; sulla partitura il musicista ha apposto la seguente nota che rende evidente il pensiero dell’autore: «Si tratta di un quattro di luglio visto da un ragazzino, senza storiche orazioni, senza magniloquenza patriottica da “grandi”, senza alcun programma ufficiale. Ma il bimbo sa che cosa significa questa celebrazione meglio di tutti gli uomini politici del suo Paese. Ed egli va alla festa alla sua maniera, con un patriottismo assai simile allo sciovinismo». Leonard Bernstein considera questo movimento un punto culminante dell’opera di Ives, in cui il compositore presenta tre arie che vengono citate simultaneamente. La prima, Columbia, the Gem of the Ocean, è affidata a trombe e tromboni e in tal modo Ives vuole ricordare la fanfara municipale di Danbury; simultaneamente una cornetta cerca di inserirsi nel discorso con la sua versione di Mine Eyes Have Seen the Glory, mentre lo xilofono ed il pianoforte martellano insistentemente il motivo Yankee Doodle. Queste tre arie hanno per fondale gruppi di note in glissando ascendenti e discendenti degli archi e gruppi di ritmi dei timpani, del tamburo e della grancassa. Si tratta di una musica straordinaria per modernità e audacia, tenuto conto che è stata scritta nel lontano 1913. 
- IV. Thanksgiving and/or Forefather’s Day

Il quarto e ultimo movimento si riferisce al quarto giovedì di novembre, giorno di ringraziamento degli antenati che per primi sbarcarono sul suolo americano. Composto prima degli altri tre, rappresenta un grande affresco musicale rievocante la religiosità della Nuova Inghilterra di cui Ives aveva conoscenza durante il periodo in cui era organista di chiesa a New York. La parte iniziale si caratterizza per l’atmosfera severa evocata mediante l’uso di un contrappunto aspramente politonale, con frasi melodiche dallo stile liturgico; nella parte centrale, invece, si rinvengono elementi tipici della musica popolare americana, un intimo canto religioso, una campagnola fiddle tune. Nella parte conclusiva, Ives affida un ruolo da protagonista al coro che canta prevalentemente in ottava, intonando con accenti liturgici un inno della chiesa protestante americana, da cui trae origine il titolo del movimento:
God! Beneath Thyguiding hand
Our exiled fathers crossed the sea;
And as they trod the wintry strand,
With prayer and praise they worshipped Thee.
Dio! Sotto la tua mano che li guidava 
i nostri padri esiliati attraversarono il mare; 
e mentre camminavano sulla gelida spiaggia, 
ti adoravano con preghiere e lodi.

## Discografia parziale
- Chicago Symphony Orchestra, Michael Tilson Thomas (Sony BMG)
- Dallas Symphony Orchestra, Donald Johanos (Vox Turnabout)
- New York Philharmonic, Leonard Bernstein (Sony BMG)
- Philadelphia Orchestra, Eugene Ormandy (RCA BMG)
- San Francisco Symphony Orchestra, Michael Tilson Thomas (SFS Media)